# Konstanty Wileński
Konstanty Wileński (ukr. Костянтин Михайлович Віленський, ur. 25 grudnia 1949 roku w Kijowie) — ukraiński i polski klasyczny i jazzowy pianista, kompozytor. 
Wywodzi się z kijowskiej rodziny o głębokich tradycjach muzycznych, jest adoptowanym wnukiem Ilii Wileńskiego (1896-1975) — pierwszego dyrektora Filharmonii Narodowej Ukrainy. W 1974 roku ukończył z wyróżnieniem konserwatorium kijowskie, a w 1978 roku — studia podyplomowe na tej samej uczelni. W 1983 roku został tam wykładowcą harmonii, orkiestracji i improwizacji. W latach 1995–2001 był kierownikiem muzycznym Teatru im. Stefana Żeromskiego w Kielcach. W dorobku ma 13 płyt z własnymi kompozycjami. 
W 1995 roku osiedlił się w Kielcach, obywatelstwo polskie uzyskał w 2002 roku.